# قره‌کنه موسوی
قره کنه موسوی /قرکند خطب /، روستایی از توابع بخش مرکزی شهرستان مراغه در استان آذربایجان شرقی ایران است.

## جمعیت
این روستا در دهستان سراجوی غربی قرار دارد و براساس سرشماری مرکز آمار ایران در سال ۱۳۸۵، جمعیت آن ۳۷ نفر (۹خانوار) بوده‌است.